# Богемская роща
Богемская роща (англ. Bohemian Grove) — место отдыха площадью 11 км², расположенное по адресу 20601 Bohemian Avenue, в городе Монте-Рио, Калифорния. Она принадлежит частному мужскому клубу искусств, известному как Богемский клуб, который находится в Сан-Франциско. Ежегодно в июле, начиная с 1899 года, сюда приезжают самые влиятельные люди мира, чтобы провести двухнедельный летний отпуск.
В Богемском клубе много людей искусства, особенно музыкантов, а также высокопоставленных деловых лидеров, правительственных чиновников (включая президентов США) и издателей СМИ. Исключительной особенностью клуба является то, что очередь в члены клуба — около 15 лет. Члены клуба могут пригласить в Богемскую рощу гостей которые, в свою очередь, будут тщательно проверены. Эти гости приезжают со всех концов США и других стран мира.
Геральдический девиз рощи — «Пауки, плетущие паутину, сюда не приезжают» (Weaving Spiders Come Not Here), который подразумевает, что все проблемы и коммерческие сделки необходимо оставить снаружи. В противоречие девизу есть свидетельства политических и коммерческих сделок, совершённых в роще. Богемская роща особенно известна Манхэттенским проектом, который обсуждался именно там в сентябре 1942 года и впоследствии привёл к созданию атомной бомбы. Из посетителей рощи, помимо Эрнеста Лоуренса и военных чиновников, известно о президенте Гарварда и представителях Standard Oil и General Electric.

## История
Богемская роща основывалась в течение продолжительного промежутка времени, сразу же после того как был основан Богемский клуб в 1872 году. В течение нескольких лет первые члены Богемского клуба разбивали лагерь в различных местах, включая территории современных Национального монумента Мьюр-Вудс и Парка штата Самюэл Тейлор и рощи из секвой около Дунканс-Миллс, на противоположном от Богемской рощи берегу реки. Постоянные летние заезды в июле, подобные сегодняшним, начались в 1899 году.
Первая часть леса была выкуплена у местного предпринимателя, который успешно занимался заготовкой леса в районе. Постепенно, в течение последующих годов, члены клуба выкупили землю, окружающую изначальное местоположение.
После того, как журналисты из Сан-Франциско привлекли внимание местных бизнесменов, последние инвестировали деньги, необходимые для приобретения дальнейшей земли и построек в Богемской роще. Художники и музыканты все ещё сохраняли статус «богемцев» — поскольку изначальная цель в постройке места отдыха состояла в том, чтобы обеспечить развлечение иностранных членов клуба и гостей (репортёры были впоследствии исключены из членства).
Сама роща состоит из секвой возрастом более 1500 лет. Богемская роща — захватывающий дух заповедник природы, не тронутый вырубками и сохранивший множество тропинок. Долговечность секвой символизирует нетронутую природу, далёкую от современной вульгарности жизни.

## Посетители клуба
Богемский клуб (англ. Bohemian Club) — частный и закрытый для публики клуб; только члены клуба и их гости могут посетить Богемскую рощу.
В члены клуба входили все без исключения президенты США от Республиканской партии и некоторые из демократов, начиная с 1923 года. Сюда приезжали члены кабинета, директора или управляющие крупных корпораций, включая финансовые институты. Многие поставщики Пентагона, крупнейшие нефтяные компании, банки (включая ФРС) и широковещательные СМИ были гостями или членами клуба в лице своих высокопоставленных руководителей или хозяев.

## Символика и ритуалы
Начиная с основания клуба, символом Богемской рощи была сова. Сова высотой в 12 метров (40 футов), сделанная из цемента, стоит на стальном постаменте перед озером в Богемской роще.

## Свидетельства людей, проникших в рощу
В 2004 году человеку, называвшему себя Kyle, работавшему в Богемском клубе, удалось заснять необычное сооружение: Kyle снял интерьер статуи совы.

## Споры
Частная жизнь клуба и его членов привлекла много внимания и подозрений. За эти годы несколько любопытных проникли на территорию и засняли видео скрытой камерой. Немецкий канцлер Гельмут Шмидт написал о Богемской роще в автобиографии. Он заявил, что Германия имела подобные учреждения, некоторые из которых включали странные ритуалы, но тем не менее Богемская роща остается любимым местом отдыха. Были споры, имеющие отношение к утверждениям о гомосексуальном поведении отдыхающих.

## Высказывания
Мир разделён на три класса людей: очень маленькая группа людей, которая делает дела, более большая группа, которая наблюдает, как дела делаются, и большинство, которое никогда не знает того, что происходит.— Член Богемского клуба Николас Марри Батлер (президент Колумбийского университета, 1901—1945)

Если вы взглянете на списки членов Богемской рощи, Совета по международным отношениям и Билдербергского клуба — множество одних и тех же имён людей ключевых уровней присутствуют в подобных группах.— Майкл Хансон